# Göransson Arena

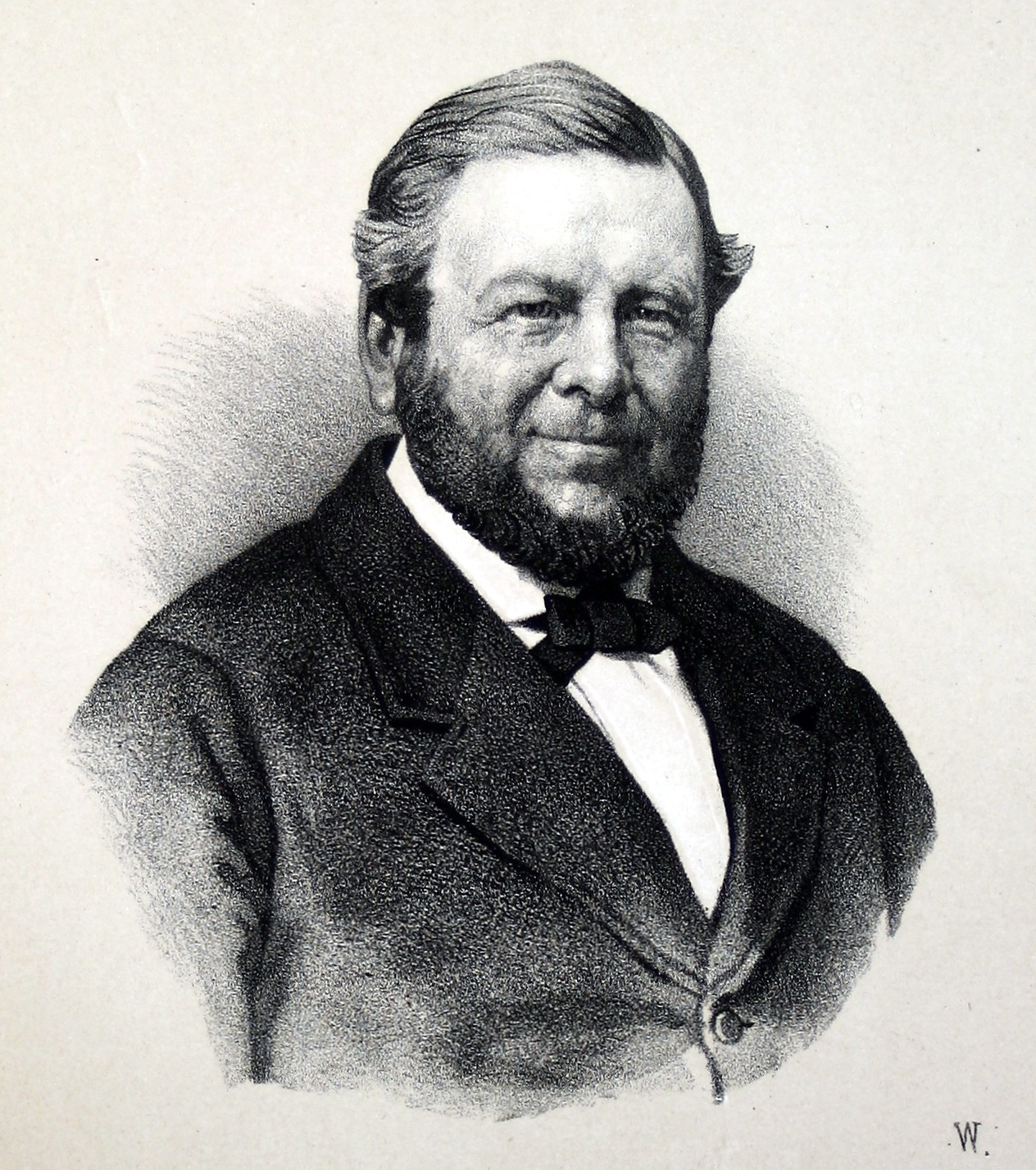
Göran Fredrik Göransson, grundare till Sandvik AB, efter vilken arenan har fått sitt namn

Göransson Arena är en arena i Sandviken i Gästrikland. Arenan invigdes den 30 maj 2009 och är en multiarena som används till allt från större sport- och nöjesevenemang till diverse kulturella ändamål. Byggnadsytan är cirka 13 000 m² och den har en publikkapacitet på 4 000 vid bandymatcher och cirka 15 000 personer vid konserter. Arenan är döpt efter Göran Fredrik Göransson, grundare till företaget Sandvik AB.

## Historik

### 2004–2005 – Planering
2004 tillsatte Sandvikens AIK Bandy en arbetsgrupp bestående av Lennart Malmkvist, Magnus Muhrén och Per Nilsson för att se över möjligheterna för en bandyhall i Sandviken. 
Under 2005 utökades denna arbetsgrupp med företrädare från bland annat Sandvikens kommun och Sandvik AB. Man gav en konsultfirma uppgiften att granska befintliga arenor i Sverige och vilka förutsättningar som Sandviken hade för detta. Denna avlade sin rapport i november samma år.

### 2006 - Fortskridande planering och byggbeslut
Närmare studier utförs under 2006 med ökad finansiering från SAIK, Sandvikens kommun samt Sandvik AB. Man gjorde bland annat studiebesök i Hamar, Norge, Gävle, Karlstad och Västerås. De Göranssonska stiftelserna blev kontaktade och man påbörjade en möjlig handlingsplan. Under sommaren arbetade berörd arkitekt med att ta fram tänkbara förslag. I augusti färdigställdes en kostnadskalkyl för projektet som hamnade på sammanlagt 100 miljoner kronor. På de Göranssonska stiftelsernas stormöte den 2 september enades man om att fortsätta utredningen.
I oktober samma år skickade SAIK Bandy in en officiell ansökan till de Göranssonska stiftelserna vilka den 12 oktober beslutade att bygga och skänka en arena till Sandvikens kommun. Det fastställdes dock att arenan inte bara skulle användas till bandy utan till alla möjliga evenemang och ändamål. Arrangemang som man räknade med att kunna arrangera i arenan var allt ifrån ridtävlingar, idrottslektioner, cirkus, konserter till enorma LAN-partyn. Strax efter att de Göranssonska stiftelsernas avgett sitt beslut garanterade Sandvik AB en hyresintäkt på en miljon kronor per år de första femton åren för att få ha sina årsstämmor i arenan.
I december utsågs en entreprenör. För att leva upp till de Göranssonska stiftelsernas krav på ett brett användningsområde för arenan gjordes det ursprungliga förslaget om. Det visade sig också att förhållandena för arbetet vid Jernvallen var svårare än man tidigare trott.

### 2007 - Första spadtaget tas
2007 fortsatte projekteringen och dessutom startade arbetet med att göra i ordning marken för bygget. Den 14 maj presenterade de Göranssonska stiftelserna en ny utformning på arenan och den 3 september meddelades det om en extra våning som ska bestå av kontors- och konferensutrymmen., Totalkostnaden för bygget var nu uppe i 200 miljoner kronor. Byggets totalkostnad hade således fördubblats och från början var det var tänkt att skattebetalarna inte skulle betala någonting för arenan, något som efter detta högst troligtvis skulle bli aktuellt. Under hösten fortskred markarbetet och man inledde även gjutningen av pelare och balkfundament. Man hade räknat med att arenan skulle stå färdig i slutet av 2008 vid denna tidpunkt.

### 2008 - VD tillsätts och invigningen framflyttas
I februari 2008 blev det klart att Maya Olsson senare skulle tillsättas som VD för arenan. I maj, några månader efter i planeringen, restes de två första gigantiska limträbågarna av 14 vars uppgift är att bära det 15 000 kvadratmeter stora taket. I september, medan gjutningsarbetet med golvet utfördes, jobbade man även med att lägga taket. Man räknade då med att arenan skulle stå klar i april 2009. I december 2008 var ambitionen däremot att slutbesiktningen av arenan skulle ske de sista dagarna i april 2009 om allt gick enligt planerna.

### 2009 - Färdigställande och invigning
I februari 2009 presenterades en del av arenans invigningsshow. Uppträdanden skulle göras av bland annat Tomas Ledin och Malena Ernman, bägge bördiga från Sandviken. Därtill skulle också Jessica Marberger uppträda och konferencier skulle vara Fredrik Swahn.
Slutbesiktningen som man tidigare hoppats skulle bli av i slutet av april blev istället klar i andra halvan av maj. 29 maj, dagen innan invigningen, arbetade 200 personer från cirka tio föreningar extra med att färdigställa arbetet inför invigningen dagen därpå. Samma dag överlämnade även de Göranssonska stiftelserna formellt arenan till Sandvikens kommun, en gåva värd minst 210 miljoner kronor.

#### Invigningen den 30 maj 2009
Den 30 maj 2009 ägde invigningen av arenan rum. Sammanlagt dök cirka 5500 personer upp, varav 3100 åt middag, vilket kan räknas som Sveriges största middag. Efter middagen anlände ytterligare cirka 2500 personer innan showen började. En representant från Göranssonska stiftelserna berättade hur arenan vuxit från idé till vad den är idag och det officiella överlämnandet av arenan gick till på så sätt att en representant från varje politiskt parti i kommunstyrelsen och lika många barn kallades upp på scenen. Varje barn skulle vara en bild av framtiden och de fick en varsin trädplanta som skulle föreställa de träd som ska planteras utanför arenan.
Den sedan tidigare planerade invigningsshowen med lokal prägel höll i sig och uppträdde gjorde då bland annat Tomas Ledin, Malena Ernman, Sandviken Big Band, Sandvikens symfoniorkester och Jappz, alla med anknytning till Sandviken.

#### Första matchen den 21 augusti 2009
Första bandymatchen i arenan spelades fredagen den 21 augusti 2009 då SAIK Bandy tog emot regerande svenska mästarna Västerås SK. Matchen som var en träningsmatch slutade med bortaseger, 6-4 till Västerås SK inför knappt 1 200 åskådare.

## Byggnaden

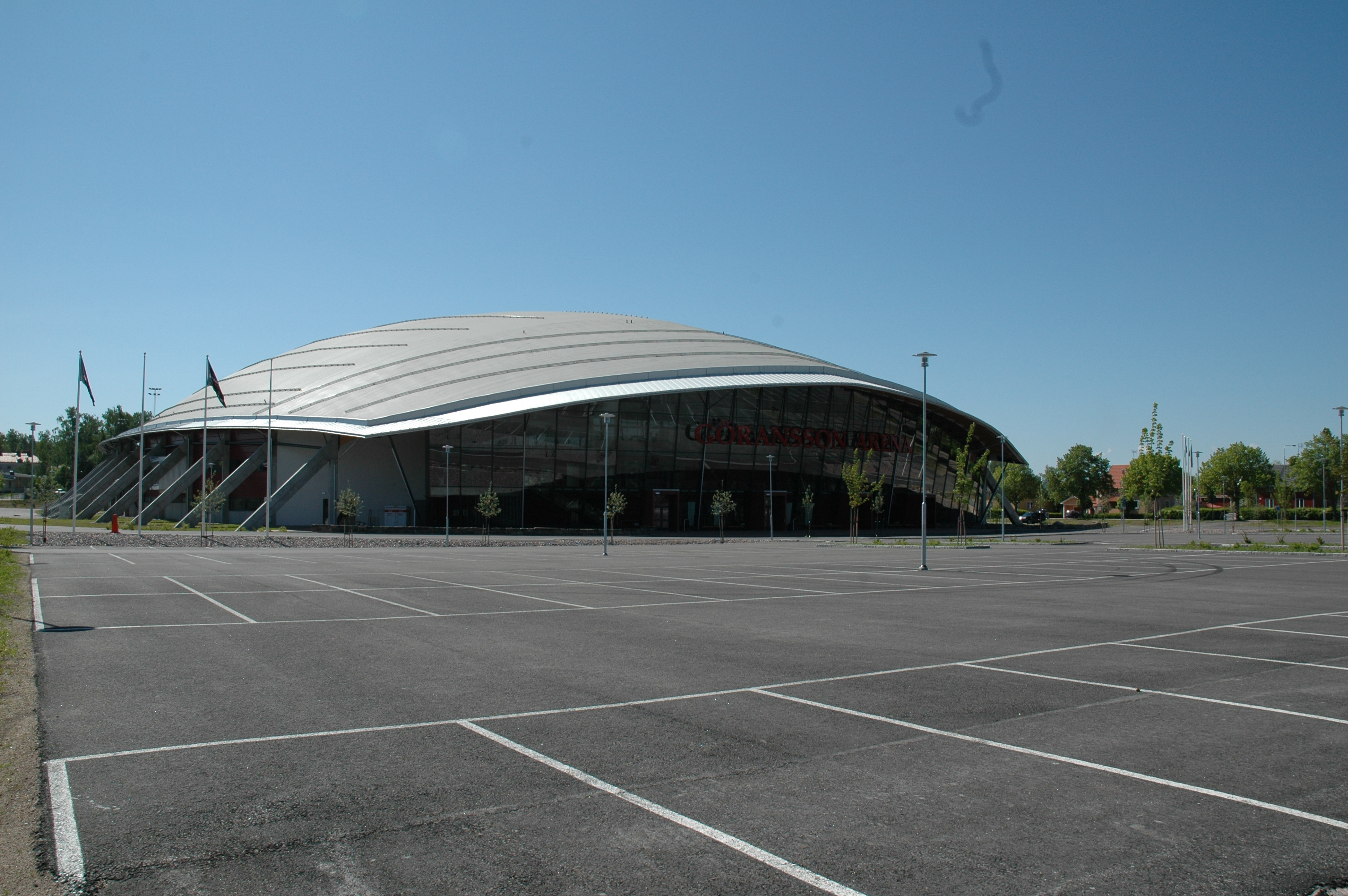
Göransson Arena 2010

Arenan ritades av Håkan Wikström på Sandvikens Arkitektbyrå (SANARK AB) med HMB Construction AB från Dalarna som huvudansvarig byggnadskonstruktör.
- Total byggnadsyta: 12 940 m².
- Högsta takhöjd: 28,5 meter.
- Åskådarkapacitet: ca 4000.
- Restaurangplatser: cirka 300.
- Domarrum & artistloger: 4 st.
- Snabbmatställen och kiosker: 6 st.
- Toaletter:  110 st
- Max golvyta, arenan: 7300 m².
- Handikapplatser: Ja, separat handikappläktare finns.[2][15][20]

## Nöjesevenemang

### Melodifestivalen 2010

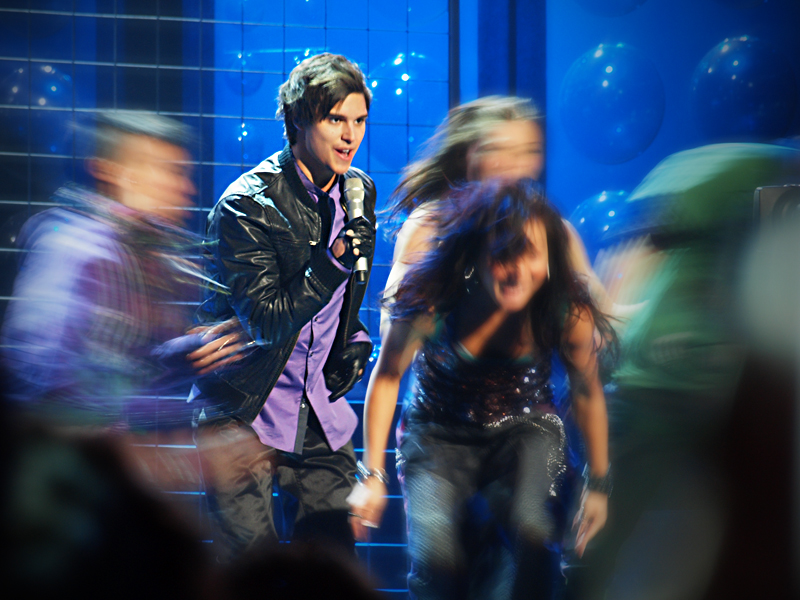
Eric Saade uppträder under deltävlingen.

Den 27 augusti 2009 meddelade Sveriges Television att Sandviken skulle stå värd för den andra deltävlingen i Melodifestivalen 2010. Deltävlingen hölls i Göransson Arena den 13 februari 2010.

### Konserter
Arenan har haft besök av flera välkända artister:
- 50 cent[23]
- Bryan Adams[24]
- Twisted Sister[25]
- Scorpions[26]
- Lauryn Hill[27]
- Britney Spears[28]
- Ghost